# F.222式轰炸机
佛尔曼F.222（Farman F.222）是法国佛尔曼公司的重型轰炸機。原型为1933年服役的F.211，从此基础上改进得来，F.220式1925年设计，1932年5月26首飞。定型为F.222式从1937年开始服役，法国第一款4发重轰炸機。第二次世界大战時尽管已过时但还是参战了。曾有人建议将它改成客机。

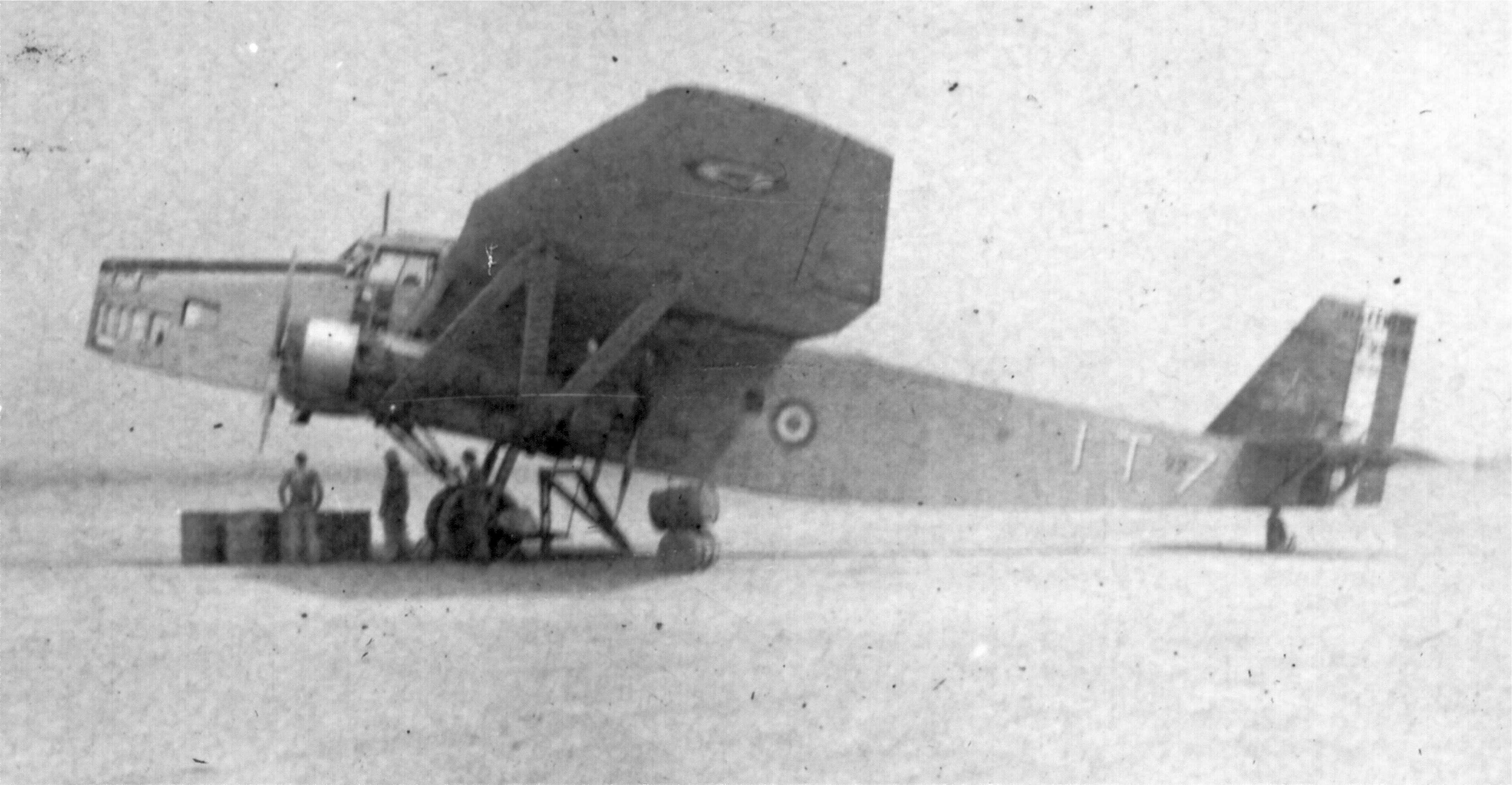
佛爾曼F.222。

## 機体構造
它的机翼是上单翼配置，有支撑梁支撑。引擎装在机身旁的低短翼上。螺旋桨是独特的前后一组共两组，一组中的一个螺旋桨在前一个在后，这是最大的特色，称为“推拉式配置”（Push-pull configuration）。

## 性能
- 全長：21.46 m
- 全宽：36.02 m
- 满载重量：18,675 kg
- 发动机：诺姆罗恩14N11 970 hp×4
- 最大速度：320 km/h
- 航程：1,500 km
- 武装
  - 炸弾4,432kg
  - 7.5mm機枪×3